# Miss Nicaragua 2013
Miss Nicaragua 2013, 31e élection de Miss Nicaragua, s'est déroulée le 2 mars 2013 au Théâtre national Rubén Dario de Managua. La gagnante, Nastassja Bolívar, succède à Farah Eslaquit, Miss Nicaragua 2012.
La cérémonie a été présentée par Valeria Sánchez et Ivan Taylor. Elle a été diffusée en direct sur VosTV et diffusée simultanément sur Televicentro.

## Classement final
| Titre | Candidates |
| --- | --- |
| Miss Nicaragua 2013 - Top 16 à Miss Univers 2013                                                                | - Diriamba - Nastassja Bolívar |
| 1re dauphine - Représentante du Nicaragua à Miss Continents Unis 2013 - Non classée à Miss Continents Unis 2013 | - Managua - Luviana Torres |
| 2e dauphine | - Managua - Cristina Soto |
| 3e dauphine | - Granada - Daysi Largaespada |
| 4e dauphine - Représentante du Nicaragua à Miss International 2013 - Non classée à Miss International 2013      | - Managua - Celeste Castillo |
| Top 13 | - Chontales - Cristian Fajardo - Carazo - Sara Tapia - Chinandega - Katherine Molina - Managua - Karla Corea - Juigalpa - Ana Yanzy Toledo - Managua - Dayanna Méndez - Atlántico Sur - Jotishema Fox - El Viejo - Ariadna Orellana |

## Candidates
| Département   | Nom               | Âge           | Taille |        |
| ------------- | ----------------- | ------------- | ------ | ------ |
| Atlántico Sur | Nom               | Jotishema Fox | 21 ans | 1,78 m |
| Carazo        | Sara Tapia        | 21 ans        | 1,72 m |        |
| Chinandega    | Katherine Molina  | 22 ans        | 1,71 m |        |
| Chontales     | Cristian Fajardo  | 21 ans        | 1,76 m |        |
| Diriamba      | Nastassja Bolívar | 24 ans        | 1,78 m |        |
| El Viejo      | Ariadna Orellana  | 22 ans        | 1,74 m |        |
| Granada       | Daysi Largaespada | 22 ans        | 1,74 m |        |
| Juigalpa      | Ana Yanzy Toledo  | 20 ans        | 1,70 m |        |
| Managua       | Celeste Castillo  | 19 ans        | 1,73 m |        |
| Managua       | Karla Corea       | 21 ans        | 1,75 m |        |
| Managua       | Cristina Soto     | 22 ans        | 1,68 m |        |
| Managua       | Dayanna Méndez    | 18 ans        | 1,67 m |        |
| Managua       | Luviana Torres    | 25 ans        | 1,69 m |        |

## Prix attribués

### Prix spéciaux
| Prix                      | Candidat(e)s                  |
| ------------------------- | ----------------------------- |
| Miss Costume de fantaisie | Managua - Cristina Soto       |
| Miss Photogénique         | Managua - Karla Corea         |
| Miss Congénialité         | Chinandega - Katherine Molina |

### Résultats du meilleur costume national de fantaisie

Nastassja Bolívar, gagnante du prix du meilleur costume national conçu par Bismarck Martinez à Miss Univers 2013.

Les candidates du concours ont porté des costumes nationaux fantaisistes imaginés par des concepteurs nicaraguayens. Elles ont défilé pour ce concours le 1er février 2013 en direct sur VosTV.
| Classement    | Candidate                     | Concepteur        |
| ------------- | ----------------------------- | ----------------- |
| Gagnante      | Managua - Cristina Soto       | Bismark Martínez  |
| 1re finaliste | Managua – Dayanna Méndez      | Neftaly Espinoza  |
| 2e finaliste  | Carazo - Sara Tapia           | Stanlyn Nuñez     |
| 3e finaliste  | Managua – Celeste Castillo    | Bismark Martínez  |
| 4e finaliste  | Diriamba - Nastassja Bolívar  | Byron Mendieta    |
| 5e finaliste  | Managua – Karla Corea         | Alfonso Enriquez  |
| 6e finaliste  | El Viejo – Ariadna Orellana   | Olman Castillo    |
| 7e finaliste  | Juigalpa – Ana Yanzy Toledo   | Jerry González    |
| 8e finaliste  | Managua – Luviana Torres      | Michael Sánchez   |
| 9e finaliste  | Atlántico Sur - Jotishema Fox | Mario Ibarra      |
| 10e finaliste | Chinandega - Katherine Molina | Neftaly Espinoza  |
| 11e finaliste | Granada - Daysi Largaespada   | Juan Obregon      |
| 12e finaliste | Chontales - Cristian Fajardo  | Jonathan Espinoza |

### Prix non officiels
| Sponsor           | Prix                                                                            | Évaluation des critères                                                | Candidate                     |
| ----------------- | ------------------------------------------------------------------------------- | ---------------------------------------------------------------------- | ----------------------------- |
| Popularidad       | 1 000 $ en espèces                                                              | Votes par SMS (Claro)                                                  | Chinandega - Katherine Molina |
| Tulipanes SPA     | 1 500 $ en service                                                              | La santé de la peau et la symétrie corporelle                          | Diriamba - Nastassja Bolívar  |
| Mirada Bella      | 500 $ en espèces fournit par Ópticas Münkel                                     | Élection des arc orthodontiques et des photographies                   | Diriamba - Nastassja Bolívar  |
| Operación Sonrisa | Un an de service odontologique gratuit pour la santé dentaire                   | Taille et proportion des dents et des lèvres                           | Diriamba - Nastassja Bolívar  |
| Fil Club          | Un voyage pour deux personnes à Cancún ( Mexique) avec les frais payés d'avance | Performance et attitude en sport                                       | Managua - Celeste Castillo    |
| Claro             | Tablette offert en cadeau par Claro                                             | Gagnante la plus populaire sur Facebook ayant récoltée le plus de voix | Diriamba - Nastassja Bolívar  |
| Camay             | Produits Camay                                                                  | L'homogénéité, l'hydratation et la fermeté de la peau                  | Diriamba - Nastassja Bolívar  |
| Pantene           | Produits Pantene                                                                | La brillance, la texture, le volume et la longueur des cheveux         | Managua - Luviana Torres      |
| AVON              | Produits AVON                                                                   | Peau naturelle et impeccable du visage et le maquillage                | Diriamba - Nastassja Bolívar  |

## Observations